# Associazione Calcio Riccione 1973-1974
Questa voce raccoglie le informazioni riguardanti l'Associazione Calcio Riccione nelle competizioni ufficiali della stagione 1973-1974.

## Rosa
| N. |                   | Ruolo | Calciatore             |
| -- | ----------------- | ----- | ---------------------- |
|    | Italia (bandiera) | A     | Pier Luigi Angeloni    |
|    | Italia (bandiera) |       | Bandini                |
|    | Italia (bandiera) | A     | Maurizio Barattoni     |
|    | Italia (bandiera) | D     | Gianfranco Bullini     |
|    | Italia (bandiera) | D     | Giorgio Rocco Cantelli |
|    | Italia (bandiera) | C     | Giovanni Cioncolini    |
|    | Italia (bandiera) | C     | Lucio Colombari        |
|    | Italia (bandiera) | D     | Ivo Crescentini        |
|    | Italia (bandiera) | D     | Stefano Dradi          |
|    | Italia (bandiera) | A     | Leo Ferrini            |
|    | Italia (bandiera) | D     | Tonino Franceschini    |
|    | Italia (bandiera) | D     | Franco Galletti        |

| N. |                   | Ruolo | Calciatore       |
| -- | ----------------- | ----- | ---------------- |
|    | Italia (bandiera) | P     | Claudio Garzelli |
|    | Italia (bandiera) | D     | Franco Laurenti  |
|    | Italia (bandiera) |       | Lo Russo         |
|    | Italia (bandiera) | D     | Manlio Muccini   |
|    | Italia (bandiera) | C     | Sergio Orlandi   |
|    | Italia (bandiera) | A     | Paolo Piras      |
|    | Italia (bandiera) | A     | Davide Ragazzi   |
|    | Italia (bandiera) | D     | Ebro Ravaglia    |
|    | Italia (bandiera) | D     | Carmine Schiano  |
|    | Italia (bandiera) | A     | Enzo Tonti       |
|    | Italia (bandiera) | C     | Walter Zironi    |